# 대흥로 (서울)
대흥로(大興路)는 서울특별시 마포구 신수동에서 대흥동 이대역교차로를 잇는 도로이다. 

## 경유지
서울특별시
- 마포구

## 노선
- 신석초교앞교차로 - 마포세무서앞교차로 - 대흥역교차로 - 이대역교차로

## 연결 도로
- 강변북로
- 토정로31길
- 토정로
- 독막로
- 백범로
- 신촌로